# Monika von Boch
Monika von Boch, de son nom complet Monika von Boch-Galhau, est une photographe allemande née le 31 mars 1915 à Mettlach et décédée le 4 juillet 1993 dans la même ville.

## Biographie
Monika von Boch est la fille de Maria Reichsfreiness von Fürstenberg et de son époux, Roger von Boch-Galhau.
Pendant la Seconde Guerre mondiale, elle suit une formation d'infirmière à Bad Kreuznach. Elle s'implique dans l'entreprise familiale Villeroy & Boch où elle s'occupe de la création d'une pépinière d'entreprise et à partir de 1948 est responsable de la création des archives et de la bibliothèque de l'entreprise.  Entre 1950 et 1953, von Boch étudie à l' École nationale des arts et métiers de Sarrebruck, où elle est l'élève d'Otto Steinert. Elle participe à l'exposition photographie subjective organisée par Otto Steinert à l'École nationale des arts et métiers de Sarrebruck en 1951. 
À partir de 1952, elle est photographe de travaux chez Villeroy & Boch à Mettlach. 
En octobre 1960, elle devient membre du groupe d'artistes Neue Gruppe Saar.
En novembre de la même année, Edward Steichen acquiert deux photographies de Monika von Boch pour le Museum of Modern Art de New York.
En 1963, elle quitte le groupe d'entreprise et travaille dès lors en tant qu'indépendante. 
En 1964, elle présente sa première exposition personnelle à l'imprimerie nationale autrichienne de Vienne, et ses œuvres sont également présentées à l'exposition mondiale de la photographie organisée par Karl Pawek.
En 1968, elle devient membre du Deutscher Werkbund.
À partir de 1983, elle travaille principalement la céramique.
En 1992/93, peu avant sa mort, est organisée une dernière exposition de ses travaux au Musée de la Sarre à Sarrebruck.
Monika von Boch décède en 1993 à Mettlach.

## Travaux
L'œuvre photographique de Monika von Boch s'inscrit, comme ceux de son professeur Otto Steinert, dans le courant de la "photographie subjective". Comme Steinert, von Boch s'implique dans une photographie dont le but n'est pas de reproduire la réalité objective mais de l'interpréter, à travers ses propres idées d'images subjectives. Monika von Boch investit intensément ses recherches et a travaille des compositions picturales complexes. Elle aborde dans son travail les structures de différents matériaux et travaille les notions de clair-obscur. Elle a également collaboré avec le photographe Kilian Breier, avec qui elle travaille lorsqu'elle était photographe de la société Villeroy & Boch.

## Collections, distinctions
- MoMA, New York : Forest, 1959[6]
- Pix Monika von Boch pour la photographie : décerné tous les deux ans par le Museum Schloss Fellenberg depuis 2003 [7].

## Expositions (sélection)

### Expositions personnelles
- 1964 : Imprimerie nationale autrichienne, Vienne et Universalmuseum Joanneum, Graz
- 1966 : Galerie Elitzer, Sarrebruck
- 1968 : Galerie Clarissa, Hanovre
- 1968 : Musée municipal de Trèves
- 1969 : Variantes optiques − Photographies de Monika von Boch, Musée d'art moderne, Munich
- 1970 : Académie européenne d'Otzenhausen
- 1973 : Galerie St. Johann, Sarrebruck
- 1977 : Schering Kunstverein, Berlin
- 1982 : Monika von Boch. Pierres, Galerie Photo 52, Luxembourg
- 1982-83 : Monika von Boch. Le travail photographique 1950-1980, Munich, Nancy, Sarrebruck, Mayence
- 1983 : Musée du textile Neumünster
- 1983 : Musée municipal de Sarrelouis
- 1988 : Photographie et céramique, Musée de la Céramique Mettlach, Musée Régional Sarreguemines
- 1988 : Monika von Boch - Rétrospective, Musée de la Photographie Charleroi
- 1992-93 : Monika von Boch. Photographie, Musée de la Sarre Sarrebruck
- 1997 : Monika von Boch. La nature de l'abstrait, Saarlandmuseum Sarrebruck
- 2003 : Monika von Boch, Musée du château de Fellenberg, Merzig
- 2005 : Changement de sujet" Photographies d'Algérie de Monika von Boch, Musée de la Sarre, Sarrebruck, State Gallery
- 2006: 'Galerie St. Johann, Sarrebruck
- 2013 : Monika von Boch. Photographies, Galerie St. Johann, Sarrebruck

### Expositions collectives
- 1954 : Salon de la Photographie, Stockholm
- 1954 : photographie subjective 2, Sarrebruck
- 1954-55 : Steinert et les élèves, Buenos Aires, Stockholm, Barcelone, Bruxelles
- 1956 : photographie créative − Otto Steinert et ses étudiants, Darmstadt, Institut pour la nouvelle forme technique
- 1957-59 : Steinert et ses élèves - la photographie comme conception d'images, Darmstadt, Kiel, Tokyo, Karlstadt/Suède, Göppinger Gallery Frankfurt, Folkwang School, Essen
- 1960 : Photographie non figurative, Musée du commerce de Bâle
- 1960 : 3 Biennale internationale de la photographie "Fotografi della nuova Generazione", Pescara
- 1961 : Salon International du Portrait Photographique, Bibliothèque Nationale de France, Paris
- 1962 : Nouvelles Voies de la photographie, Musée de l'État Luxembourg
- 1964 : Exposition universelle de la photographie, Helmhaus Zurich
- 1966 : Neue Gruppe Saar, galerie Moering Wiesbaden, galerie Bernd Clasing Münster, galerie Elitzer Sarrebruck, Haus Metternich Coblence
- 1969 : Peinture/sculpture/graphisme de la Sarre, Pfalzgalerie Kaiserslautern
- 1970 : Photographes, Musée Folkwang, Essen
- 1973 : Photographie subjective - Monika von Boch . Institut Culturel Allemand, Lyon
- 1975 : nouveau groupe saar, Musée municipal Simeonstift, Trèves
- 1976 : Sécession palatine, Pfalzgalerie Kaiserslautern
- 1977 : Photographie artistique, Galerie moderne du Musée de la Sarre Sarrebruck
- 1978 : nouveau groupe Sarre, Abbaye des Prémontrés, Pont à Mousson
- 1979 : Photographie de portrait artistique, Musée de la Sarre Sarrebruck
- 1981 : Collection Steinert, Collection photographique Musée Folkwang, Essen
- 1982 : Art Situation Sarre, Sculpture Museum Glaskasten, Marl
- 1985-86: "L'Arbre", Galerie municipale de Sarrebruck
- 1990-91 : Otto Steinert et ses étudiants, Musée Folkwang Essen
- 1996-97: Industry People Pictures, Musée historique de la Sarre, Sarrebruck
- 1998-99 : Entre abstraction et réalité - La photographie des années 1950, Kunstverein Ludwigshafen
- 2002-03 : Photographie subjective 1948–1959. Les élèves d'Otto Steinert à Sarrebruck, Museum Haus Ludwig Saarlouis, Oberhausen
- 2003 : Monika von Boch et ses amis, Musée du château de Fellenberg, Merzig
- 2003-04: nouveau groupe saar, Museum Haus Ludwig, Sarrelouis
- 2005 : changement de sujet : photographies de paysage, Musée de la Sarre, Sarrebruck, State Gallery
- 2005 : Changement de sujet : photogrammes, Musée de la Sarre, Sarrebruck, State Gallery
- 2006 : changement de sujet" photographies industrielles, Musée de la Sarre, Sarrebruck, State Gallery
- 2006 : Changement de sujet" Paris – Images d'une ville, Musée de la Sarre, Sarrebruck, State Gallery
- 2006 : "Changement de sujet" photographie de portrait, Musée de la Sarre, Sarrebruck, State Gallery
- 2009 : Lumière interdite - Photographie au Musée de la Sarre de 1844 à 1995, Galerie moderne du Musée de la Sarre, Sarrebruck
- 2012 : Art sarrois des années 50, Musée de la Sarre, Sarrebruck
- 2013 : Saar Art 2013", exposition d'art d'État, Musée St. Wendel